# Graham Alexander
Graham Alexander, född 10 oktober 1971, är en skotsk före detta fotbollsspelare som spelade i Preston North End FC. Han var back.
Den 14 maj 2018 blev Alexander utsedd till ny tränare i nyuppflyttade National League-klubben Salford City.
Sedan 2023 är han tränare för Bradford City, som säsongen 2024/5 tog steget upp till League One.